# Tour d'Antalya
Le Tour d'Antalya est une course cycliste masculine par étapes qui se déroule dans la région d'Antalya en Turquie. Il est organisé par la société évènementielle Argeus Events, qui a organisé le Tour de Turquie de 2009 à 2015. La course est organisée pour la première fois en 2018 et fait partie de l'UCI Europe Tour dans la catégorie 2.2. En 2020, le Tour est passé en catégorie 2.1.
L'édition 2021, initialement prévue du 11 au 14 février 2020, est finalement annulée, en raison de la pandémie de Covid-19.
L'édition 2023 est finalement annulée, en raison des séismes en Turquie et Syrie.

## Palmarès
| Année | Vainqueur        | Deuxième             | Troisième           |                  |
| ----- | ---------------- | -------------------- | ------------------- | ---------------- |
| 2018  | Artem Ovechkin   | Cristian Raileanu    | Awet Habtom         |                  |
| 2019  | Szymon Rekita    | Giovanni Lonardi     | Attila Valter       |                  |
| 2020  | Max Stedman      | Kenneth Van Rooy     | Alessandro Fancellu |                  |
| 2021  | annulé/abandonné | annulé/abandonné     | annulé/abandonné    | annulé/abandonné |
| 2022  | Jacob Hindsgaul  | Alessandro Fedeli    | Luc Wirtgen         |                  |
| 2023  | annulé/abandonné | annulé/abandonné     | annulé/abandonné    | annulé/abandonné |
| 2024  | Davide Piganzoli | Alessandro Pinarello | Edoardo Zambanini   |                  |